# مبحث المقاويم

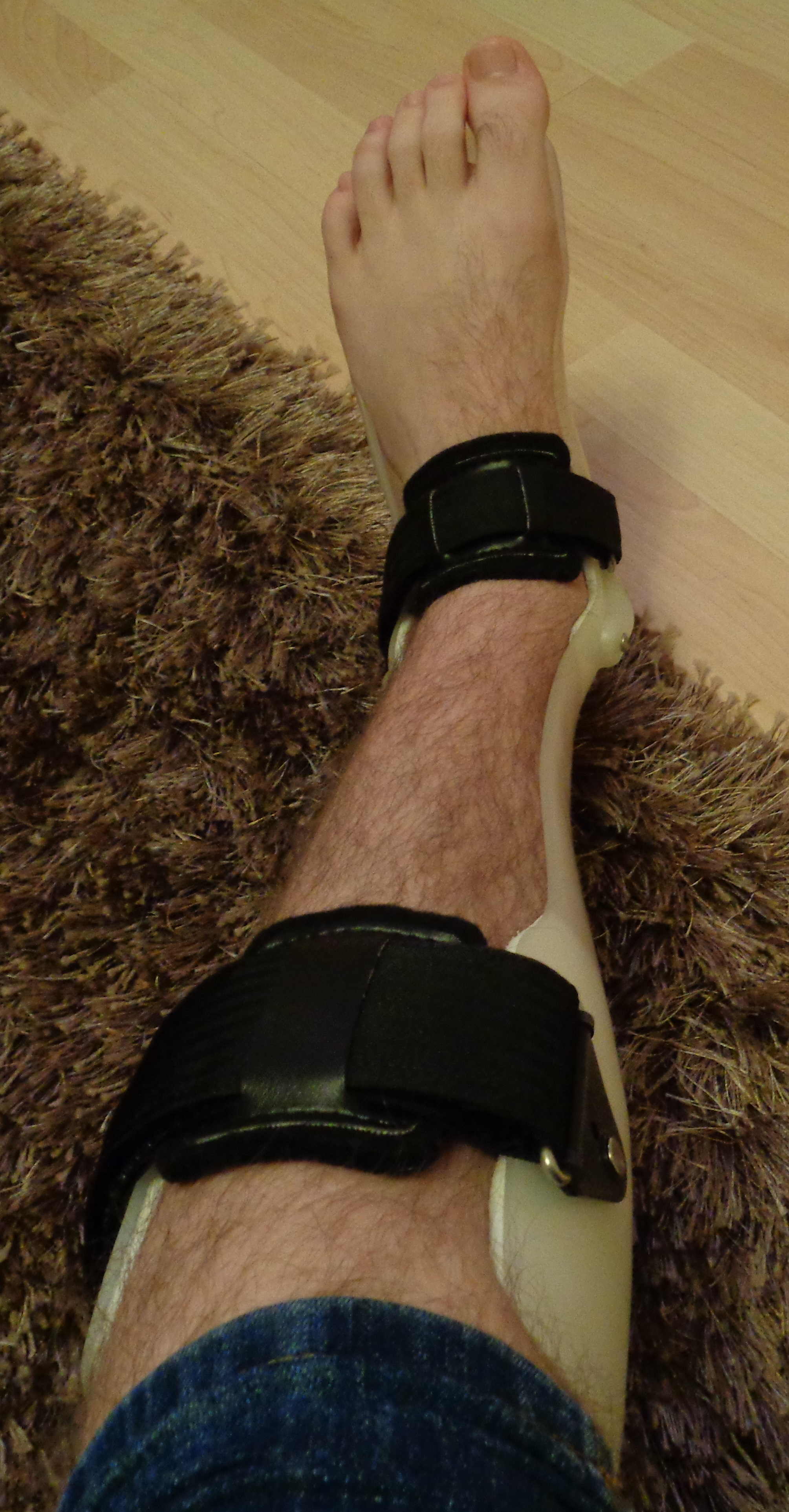
An ankle foot orthosis (AFO) brace is a type of orthotic. Here it is being used to support the foot due to foot drop, caused by تصلب متعدد.

مبحث المقاويم (وتعني بالإغريقية «التعديل» أو «انتظمَ في صف»). هو فرع متخصص من فروع الطب المختلفة، يهتم ويُعنى بتصميم وتصنيع المقاويم وتركيبها في جسم الإنسان.
المقاويم (بالإنجليزية: مبحث المقاويم): مفردها مقوام. هي عبارة عن أجهزة وأدوات خارجية، تستخدم في دعم أو تصليح وتقويم الصفات البنيويّة والوظائفية للأجهزة العصبيّة العضليّة والهيكل العظميّ أيضاً.
مفردها؛ المقوام أو السِناد وهو جهيزة طبية تستخدم لتثبيت طرف أو مفصل أو جزء من أجزاء الجسم لسبب طبيّ ما.
اختصاصيّ المقاويم؛ هو طبيب سريريّ أساسيّ، مسؤول عن توصيف العلاج بالمقاويم للمحتاج لذلك، بالإضافة لتشكيل هذه المقاويم وتركيبها واستخدامها في المعالجة.
يمكن استخدام المقوام فيما يلي:
- التحكم، توجيه، أو الحد و/أو إيقاف حركة أحد الأطراف أو المفاصل أو أي جزء من الجسم لسبب ما.
- لتحديد الحركة في اتجاه معين.
- ليساعد ويدعم الحركة بشكل عام.
- لتقليل تحميل وزن الجسم على جزء معين لهدف ما.
- ويمكن استخدامه كجزء من العلاج التأهيلي الذي يعقب إزالة الجبائر في حالات الكسور.
- لإصلاح تشوه شكلي و/أو وظيفي في الجسم.
- تزويد القدرة على حركة بشكل أسهل مع تخفيف للألم.

يجمع مبحث المقاويم بين علوم التشريح ووظائف الأعضاء، والفسيولوجية المرضية، والميكانيكا الحيوية، وهندسة المواد. ويمكن للأشخاص المصابين بحالات مثل التشوهات التي تحدث ما بعد السكتة الدماغية وإصابات النخاع الشوكي والعيوب الخلقية كالسنسنة المشقوقة (بالإنجليزية: سنسنة مشقوقة) والشلل الدماغي الاستفادة من المقاويم في علاج هذه الحالات.
وبشكل متساوي من ناحية أخرى، في بعض الأحيان، يمكن استخدام هذه المقاويم بشكل وقائيّ أو لتحسين الأداء في عالم الرياضة.

## التصنيع والمواد
يصنع المقوام التقليديّ بواسطة تتبع مقاسات الأطراف الطبيعية المراد تصنيع بديل لها لمساعدة صنع جهاز ملائم تماما. في وقت لاحق، أدى ظهور مادة البلاستيك كخيار مناسب في البناء والتصنيع إلى وضع استخدام قوالب الجبص لأجزاء الجسم في موضع تساؤل. على الرغم من أنه لا تزال هذه الطريقة مستخدمة على نطاق واسع في جميع أنحاء الصناعة. حديثا، الآلات المصنعة باستخدام التكنولوجيا وبمساعدة الحواسيب والطابعات ثلاثية الأبعاد دخلت في عالم تصنيع المقاويم.
تصنع المقاويم من مواد عدة مثل اللدائن الحرارية، ألياف الكربون، المطاط، خلات فاينيل-ايثلين، الأنسجة أو مزيج من المواد المتماثلة.بعض التصاميم يمكن أن تباع في المتاجر المحلية، بينما البعض الآخر يتطلب تصميم خاص ووصفة من الطبيب للمقوام ليتناسب مع احتياجات المريض.الدعامات المتاحة بدون وصفة تكون أساسية ومتوفرة بعدة أحجام، بشكل عام توضع مربوطة بواسطة الفيلكرو أو على نحو منزلق. أحد أهدافها أنها تحمي من التعرض للإصابة (الجروح).

## التصنيفات
وفق المستوى المعياري لعلم المصطلحات الدولية، تصنف المقاويم حسب مكان المفصل التشريحي المعني بالعلاج. مثلا، مقوام القدم الكاحل يستخدم للقدم والكاحل. . فعلى سبيل المثال؛ مقوام الجزء الصدري القطني العجزي يؤثر على الجزء الصدري والقطني والعجز من السِّيْسَاء (العمود الفقري؛ والسِّيْسَاءُ: مُنْتَظَمُ فَقَارِ الظَّهْر.) ومن المفيد أيضا وصف وظائف المقاوم أيضا.
استخدام المعايير الدولية يساعد في الحد من التباين الواسع في وصف المقاويم. التي غالبا ما تكون عائق في تفسير الدراسات البحثية.

## مقاويم الطرف العلوي
هي عبارة عن أجهزة ميكانيكة أو كهروميكانيكية تستخدم من الخارج للذراع أو جزء منها وذلك لإستعادة أو تحسين الصفات التركيبية أو الوظيفية للذراع أو لأجزائها المحمولة بواسطة الجهاز. بشكل عام، المشاكل التي ممكن أن تنشئ مع استخدام هذه المقاويم هي مشاكل عضلية هيكلية مثل؛ تلك التي تنشأ بسبب إصابة ما أو رضوض. أو أحد الأمراض؛ (مثل التهاب المفاصل على سبيل المثال.) ويمكن أن تكون مفيدة للأفراد المصابين باختلال عصبي ناتج من أسباب مختلفة مثل إصابات العمود الفقريّ، الاعتلالات العصبيّة الطرفية أو السكتة الدماغية.

### أنواع مقاويم الأطراف العلوية
- مقاويم الطرف العلوي:
  - المقاويم الترقويّة والكتف
  - مقاويم الذراع
  - مقاويم الذراع الوظيفية
  - مقاويم الكوع
- مقاويم الرسغ-الساعد
- مقاويم الإبهام-الرسغ-الساعد
- مقاويم اليد-الرسغ-الساعد
- مقاويم اليد
- مقاوم الأطراف العليا (وظائف خاصة)

## مقاويم الطرف السفلي
هي عبارة عن أجهزة خارجية تستخدم مع الجزء السفلي من الجسم لتحسين وظيفته من خلال التحكم بالحركة، تزويده بدعامة من خلال تثبيت القفية (طريقة المشي،) تقليل الألم من خلال تحويل الثقل إلى منطقة أخرى، تصحيح التشوهات المرنة، وحماية التشوهات الثابتة من أن تصبح أكثر سوءا.

### مقاويم القدم
المقالة الرئيسية: إدراج الحذاء
تصنع المقاويم القدمية من بطانات تتناسب مع قدم الزبون. تقدم الدعم للقدم من خلال إعادة توزيع ارتكاس القوة الأرضية فضلا عن إعادة ترتيب مفاصل القدم بشكل مناسب في حالات الوقوف، المشي والركض.كما يتوفر أساس واسع من المعلومات في مراجع علم المقاويم وتصفه على أساس أنه العلم الذي يستخدم لمساعدة الناس التي تعاني من مشاكل القدم، وتأثير استخدام المقاويم على القدم والكاحل والحوض وتشوهات العمود الفقري.كما أنها تستخدم من الجميع ابتداءً من الرياضين إلى كبار السن لاستيعاب التشوهات البيولوجية الميكانيكية والحالات المتنوعة لالتهابات الأنسجة مثل؛ التهاب اللفافة الأخمصية. يمكن أيضا أن تستخدم المقاويم بالاشتراك مع حذاء القدم الخاص الذي يستخدم بعد جراحة العظام والمصنوع ليتناسب تماما مع القدم، لحماية القدم من التقرحات والقدم السكرية للأشخاص المعرضة للخطر.

### مقاويم الكالحل والقدم

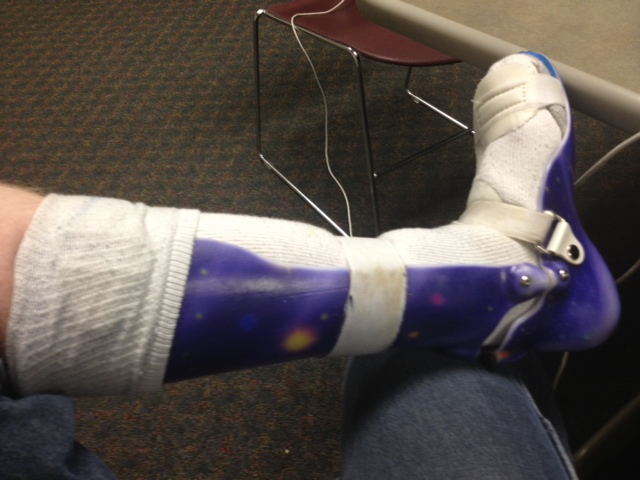
شخص يرتدي مقوام الكاحل والقدم في القدم اليسرى مع مفصل الكاحل

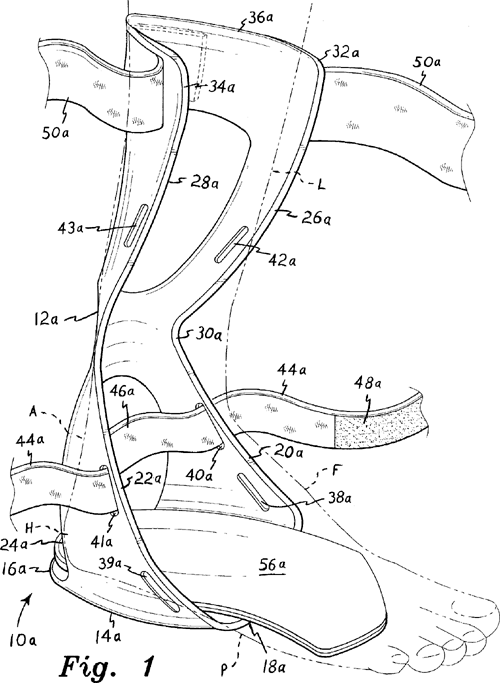
Schematic ankle-foot orthosis

هي مقاويم أو دعامات تحمل القدم والكاحل.هو مقوم خارجي يتستخدم بهدف التحكم بوضعية وحركة الكاحل تعويضا عن الضعف أو تصحيحا لتشوه ما.
ويمكن استخدامه مع الطرف الضعيف لدعامته واسناده بمساعدة انقباض العضلات وذلك لاعادة توجيه مكانه بالشكل الصحيح.وتستخدم أيضا لتثبيت الكاحل والطرف السفلي وعدم حركته بوجود الكسور والتهاب المفاصل، وتصحيح ما يسمى بسقوط القدم، حيث يعرف مقوام القدم-الكاحل أيضا باسم سناد تدلي القدم.
مقوام القدم-الكاحل هو الأكثر استخداما في الولايات المتحدة، حيث يشكل نسبة استخدامه بالمقارنة مع المقاويم الآخرى. 26%.
ووفقا لمراجعة بيانات الدفع الطبية لعام 2001-2006، فإن تكلفة مقاويم القدم والكاحل تتراوح بين 500 إلى 700 دولار.
تتكون بشكل عام من مادة البوليبروبيلين البلاستيكية خفيفة الوزن على شكل حرف "L"، حيث تكون الجهة العامودية خلف الربلة، والجهة الافقية السفلية تكون تحت القدم. حيث تربط بالربلة باستخدام حزام، ويصنع المقوام على هيئة توافق وتلائم الحذاء فهذا الشكل يوفر الصلابة وأيضا يعتبر أكثر تناسبا مع الأحذية من الداخل.
يتم اتباع إحدى الطريقتين للحصول على مقوام القدم-الكاحل الملائم والمريح:
1. توفير مقاويم القدم-الكاحل المجهزة والمصنعة مسبقا، والتي توافق مقاسات المستخدمين.
2. التصنيع حسب الطلب بشكل فردي، من نموذج (طرف صناعي) مصنع من قالب (الصب) أو بمساعدة حواسيب للتصوير والتصميم والتفريز.لصناعة مقوام القدم-الكاحل البلاستيكي بشكل متين يتم تسخينه إلى 400 فهرنهايت، والقيام بنمذجة المواد بشكل مباشر.

هنالك 4 أنواع رئيسية لمقاويم الكاحل والقدم حسب منظمة الصليب الأحمر الدولية:
يقر الصليب الأحمر الدولي أربعة أنواع من المقاويم:
| المقاويم المرنة                                                                  | مقوام مكافح الانحدار                                                                             | المقوام الصلب                                                                           | مقوام التامارك لانثناء المفصل                                                    |
| -------------------------------------------------------------------------------- | ------------------------------------------------------------------------------------------------ | --------------------------------------------------------------------------------------- | -------------------------------------------------------------------------------- |
| تقوم بتزويد المساعدة في الانثناء الظهراني، ولكنها ضعيفة في تثبيت المفصل الموجود. | ؛ يمنع حركة الكاحل، وخصوصا حركة الانثناء الظهراني. وضعيف جدا في تثبيت المفصل الموجود تحت الكاحل. | يمنع حركة الكاحل مع تثبيت للمفصل الموجود تحته ويمكن أن يساعد في حركتي الإيراد والإبعاد. | يعمل على تثبيت مفصل ما تحت الكاحل مع السماح بحرية حركة الانثناء الظهراني للكاحل. |

نشرت اللجنة الدولية للصليب الأحمر عام 2006 ، المبادئ التوجيهية التصنيعية لمقاويم القدم والكاحل، الهدف منها؛ توحيد الإجراءات المستخدمة في صنع أجهزة اقتصادية ودائمة ذات جودة عالية لأصحاب الإعاقات.

### مقاويم الكاحل والقدم والركبة
هو مقوام يقوم بحمل الركبة، الكاحل والقدم. يقوم بالتأثير على الحركة من خلال توقيفها، الحد منها أو المساعدة في تحسينها في أحد أو جميع المستويات للمفصل؛ السهمي، الإكليلي، والمحوري. كما تم استخدام المفصلات الميكانيكية والمفصلات المتحكم بها كهربائيا. ويستخدم في تصنيعها كل من البلاستيك، المعادن، الأقمشة والجلود ولكن لا تقتصر عليهم. كما يمكن استخدام هذه المقاويم في حالات الكسور والمفاصل الملتهبة أو المرتخية والمصابين بشلل الأطفال في المجتمع. وهي مهمة وتحسن حياة الشخص العاجز من خلال مساعدته في المشي العلاجي.

### تخطيط مقوام الكاحل والقدم
تعد هذه الأجهزة باهظة الثمن وتتطلب المحافظة عليها. وقد أجريت بعض الأبحاث لتحفيز التصميم، كما قامت NASA بالمساعدة في تطوير مفصل للركبة لمقاويم الكاحل والقدم والركبة .

### مقاويم الركبة
هو عبارة عن داعم يمتد أعلى وأسفل مفصل الركبة، يلبس عموما لدعم وانتظام الركبة. وفي حالة الأمراض العصبية أو العضلية التي تسبب شلل في عضلات الركبة، تقوم هذه المقاويم بمنع حركتي الثني والتمديد للركبة غير المستقرة، وحتى في حالة العوامل التي تؤثر على الأربطة أو الغضاريف في الركبة، يمكن لهذا المقوام توفير الثبات للركبة والعمل بدلا من الأجزاء التالفة. فعلى سبيل المثال، تستخدم دعامات الركبة عن طريق إعادة ترتيب المفصل لتخفيف الضغط الواقع عليها نتيجة أمراض معينة مثل؛ التهاب المفاصل وهشاشة العظام. ففي هذه الطريقة، يمكن التقليل من وجع هشاشة العظام.

لا تستخدم المقاويم وحدها للعلاج، فغالبا ما تكون بالمساندة مع الأدوية، العلاج الطبيعي وربما الجراحة.
عند استخدام مقوام الركبة سيساعد الفرد على القيام بأنشطته وذلك عن طريق تعزيز وضعية الركبة أو حركتها وتخفيف ألمها.

### الدعامات الوظيفية، الوقائية والمستخدمة في إعادة التأهيل
تستخدم بشكل رئيسي من قبل الرياضيين.تشير الدلائل أن هذه المقاويم -بالأخص التي يرتدونها الرجال الذين يقفون في خط الالتحام في كرة القدم- عادة ما تكون من النوع الجامد مع مفصل للقدم وهذا يعني أنها غير فعاله في التقليل من التمزق الذي يمكن أن يحدث في الرِّباطُ التَّصالُبِيُّ الأَمامِيُّ للرُّكْبَة، بينما يساعد في ممانعة ومنع التمزق الذي يمكن أن يحدث في كل من الرباط التصالبي الجانبي والوسطي.
الدعامات الوظيفية؛ مصممة للاستخدام من قبل الأشخاص الذين تعرضوا لإصابة في الركبة ويحتاجون لدعامة حتى يتعافوا منها. أيضا موصى باستعماله لمساعدة الأشخاص الذين يعانون من ألم نتيجة التهاب المفاصل.يقومون على التقليل من فرط التمديد وبالمقابل على زيادة قوة وسرعة الركبة. تتكون هذه المقاويم بشكل أساسي من المطاط، وتعد من أرخص المقاويم ومتوفرة بجميع المقاسات.دعامات إعادة التأهيل؛ تستخدم للحد من حركة الركبة في كلا الاتجاهين؛ الوسطي والجانبي، وعادة ما تكون هذه المقاوم مضبوطة الحركة للحد من الانقباض والانبساط الناتجة من الاستنشاء الذي يتبع مرض المتماديات.يتم استخدامهم بشكل أساسي بعد الإصابة أو بعد إجراء الجراحة وذلك لتوقيف حركة القدم. وتعتبر كبيرة الحجم بالمقارنة مع الدعامات الأخرى.

## المقاويم الشوكيّة/الفقرية

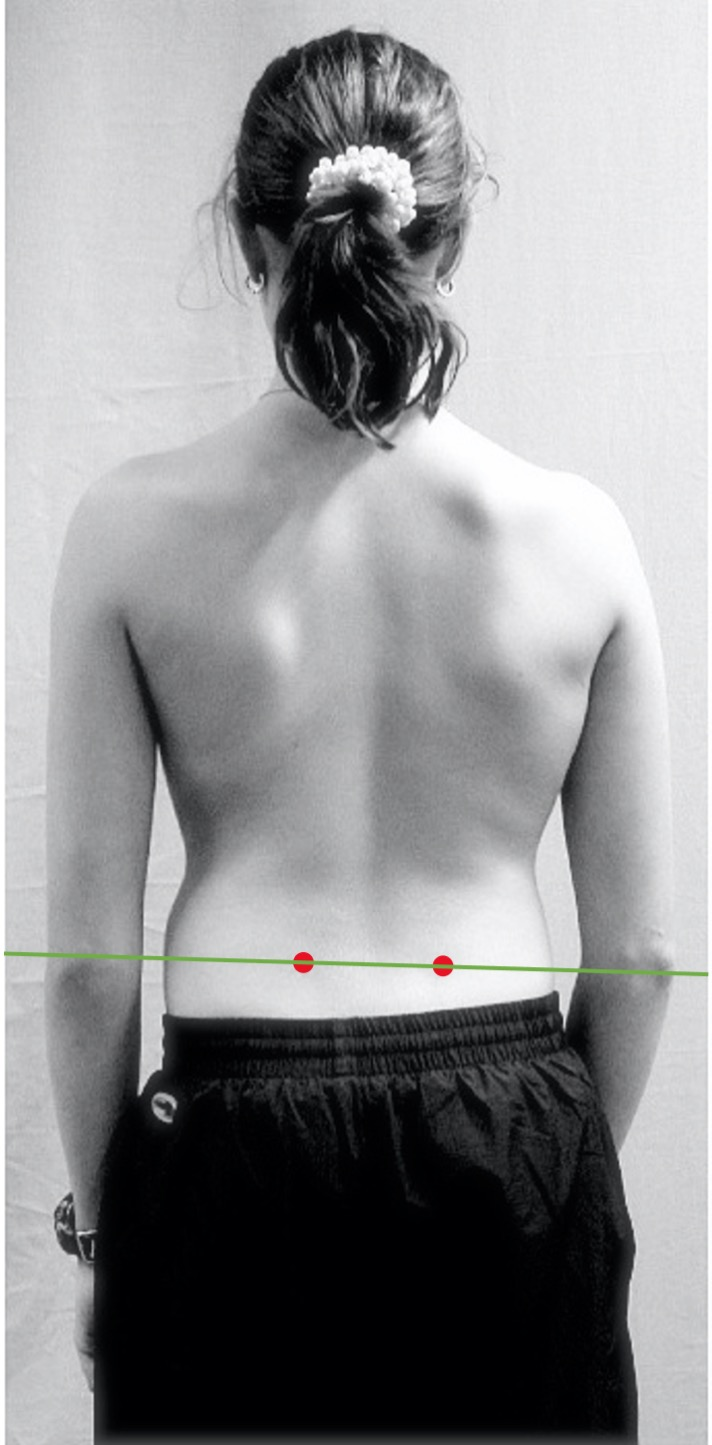
مقوامان مختلفان يستخدمون في معالجة الجنف

الجنف؛ مَيَلَانٌ جانِبيٌّ في العَمُودِ الفِقْرِيّ، في بعض الحالات يعالج من خلال مقوام ميلوكي، ومقوام بوستن المقاويم الشوكية. بما أن هذه الحالة منتشرة بين الإناث الذين يمرون في مرحلة البلوغ للوصول إلى النمو المكتمل، فان الالتزام بارتدائها يعاق بسبب المخاوف المتولدة من تأثير هذه المقاويم في تغيير الشكل الخارجي والمظهر.
مقوام جويت يستخدم لتسريع شفاء كسر وتد الإسفين الأمامي للفقرات العظمية من T10 إلى L3 ، تستخدم المقاويم الشوكية أيضا في علاج الكسور الفقرية. دعامة الهالة "Halo Brace": هو مقوام عنقي صدري يستخدم للحد من حركة الفقرات الرقبية عادة بعد حدوث كسر. وهذا النوع هو الأكثر فعالية في الحد من حركة الفقاريات الرقبية من بين المقاويم المستخدمة في الوقت الحالي وقد تم اكتشافها من قبل فيرنون نيكل في مركز رانشو في لوس أنجلوس عام 1955.

## اخْتِصَاصِيُّ المَقاويم
اِخْتِصَاصِيُّ المَقاويم؛ مختصي الرعاية الصحية متخصصين في تزويد المقاويم. في الولايات المتحدة، يعملون بواسطة وصفة طبية من قبل مقدمي الرعاية الصحية. ولا يسمح لاختصاصيي المعالجة الطبيعية بوصف وصفة للمقاويم بدون الرجوع للطبيب أو المختصين بالمقاويم.
.

### جولة حول العالم

#### كندا
اختصاصي المقاويم المجاز لهم؛ يقومون بتزويد الرعاية والتقييم السريري، معالجة المريض، التصميم التقني، وصناعة المقوام حسب طلب وحاجة الزبون للوصول لأفضل نتائج. لتحصل على شهادة الجودة الكندية من قبل المجلس الكندي لتصديق واعطاء شهادات لأخصائيي المقاويم والأطرف، يجب عليك تلبية متطلبات وتنفيذ إجراءات معينة:
أن تكون متحدثا طليقا للغة الإنجليزية والفرنسية، أن تكون مواطنا كنديا، أو مهاجر قانوني، متخرج من مدرسة بعد التعليم الثانوي للتدريب السريري للأطراف والمقاويم بشهادة مصدقة ومعترف بها رسميا من المجلس الكندي لتصديق واعطاء شهادت لأخصائيي المقاويم، مكملا 3450 ساعة بدرجة إقامة للمقاويم وتحت إشراف أخصائيي مقاويم بشهادة كندية. بعد إكمال الإقامة يتقدم الشخص لامتحانات الشهادة الدولية والتي تتضمن امتحان كتابي وعملي وشفهي، وبعدها يمكن للشخص الحصول على شهادة المجلس الكندي لتصديق واعطاء شهادات لأخصائيي المقاويم والأطرف.

#### المملكة المتحدة
يقوم مختصو المقاويم في المملكة المتحدة؛ بتقييم المريض، والمكان المناسب الذي يمكن وضع المقوام المصمم بدقة ليناسب أجزاء الجسم بشكل مختلف. التسجيل يكون عن طريق مجلس رعاية المهن الصحية.أما التدريب لدرجة البكالوريوس لعلوم الأطراف والمقاويم يكون إما في جامعة سالفورد أو ستراثكلايد، ويكون بعدها لخريجين مؤهلين للعمل .

#### الولايات المتحدة الأمريكية
أخصائي المقاويم المرخص لهم، تعترف به الدولة بأنه مرخص له العمل في ذلك طالما تم ترخيصه بامتلاكه المعايير الأساسية للكفاءة التي حددت من خلال الامتحانات وخبرته في تقديم الرعاية بشكل آمن وكافي لسكان الدولة. يقدم المجلس الاميريكي شهادة معتمدة ضمن معايير، حصول الفرد على شهادة في علم المقاويم، وإتمام سنة إقامة كاملة في عيادة معترف بها والنجاح بامتحان من ثلاث أجزاء.

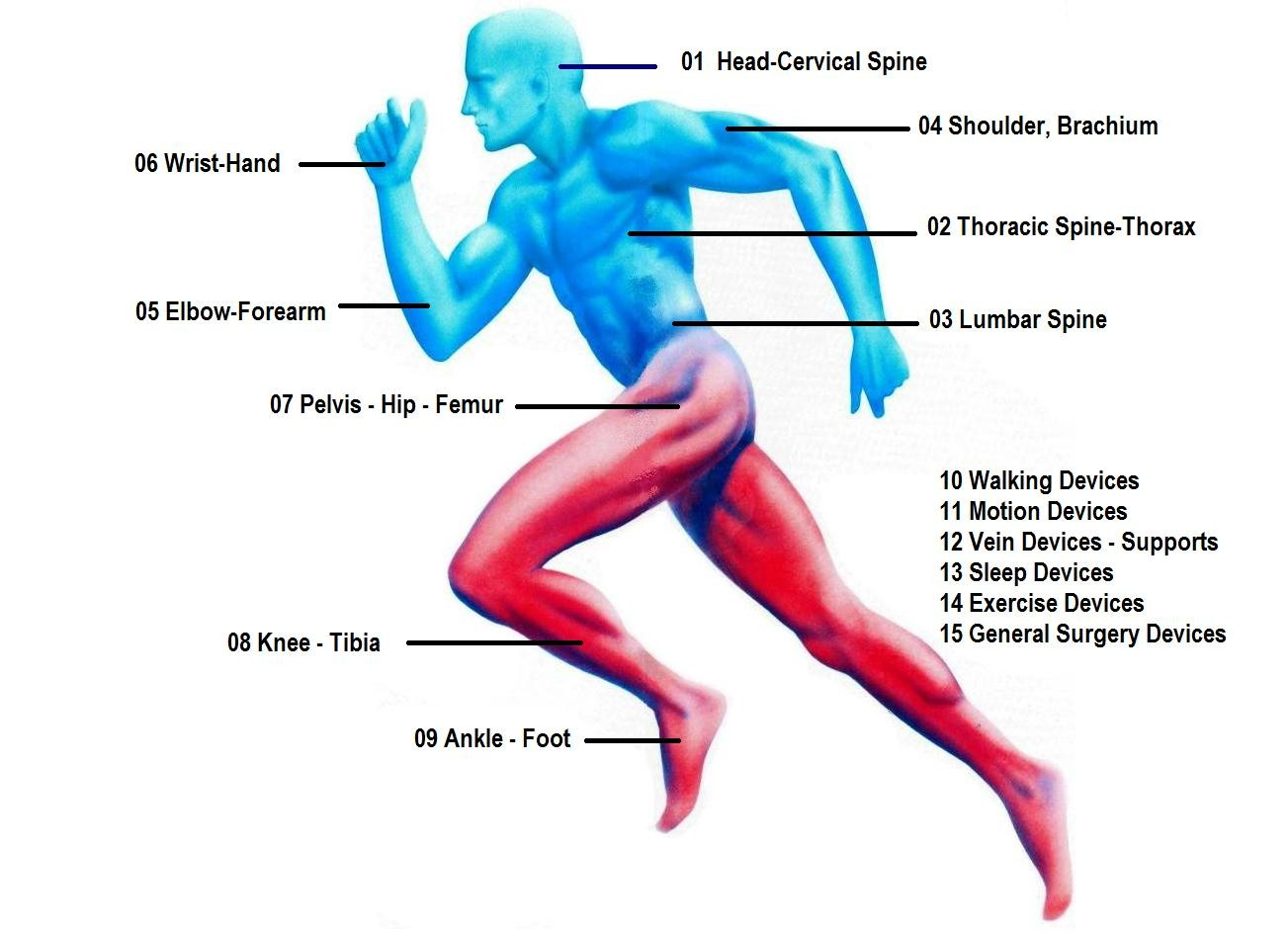
مدونات مبحاث المقوايم، رسم بواسطة هاري جوفاس.

أخصائي المقاويم المعتمد، هو أخصائي اجتاز معايير الاعتماد من المجلس الأمريكي لشهادة مقاويم العظام والأطراف الصناعية والسكافة الطبية.وتشمل الهيئات الاعتمادية الأخرى المشاركة في تقديم الشهادات في المجلس، شركات صناعة الأدوية، ورابطة الأحذية المهنية، ومختلف النقابات المهنية الذين يعملون مع المدربين الرياضين ومتخصصي العلاج الطبيعي والمهني وتقني وفنيي العظام . في أمريكا وكندا، حاملي شهادة السكافة الطبية، يدربون أيضا على مقاويم القدم. تعليم السكافة الطبية في كندا يتم عن طريق كلية السكافة الطبية في كندا في جامعة ويسترن اونتاريو.

#### إيران
هنالك 4 جامعات تقوم بمنح البكالوريوس في علوم مقاويم العظام والأطراف الصناعية؛ جامعة إيران للعلوم الطبية، جامعة اصفهان للعلوم الطبية، جامعة الرعاية الاجتماعية وعلوم التأهيل وجامعة الهلال الأحمر. كما تقدم جامعة إيران للعلوم الطبية وجامعة الرعاية الاجتماعية وعلوم التأهيل الماجستير والدكتوراة في علوم المقاويم.
أما جامعة أصفهان تقدم درجة الماجستير.
كما أن المتخرجين الجدد بدرجة البكالوريوس مؤهلين للعمل كأخصائيي مقاويم بعد التسجيل في المجلس الطبي في إيران .

## روابط خارجية
- International Society of Prosthetists and Orthotists
- American Academy of Orthotists and Prosthetists
- British Association of Prosthetists and Orthotists
- The Orthotics & Prosthetics Virtual Library
- PFA Footcare Association (Canadian Chapter)
- Pedorthic Association Australia
- The College of Pedorthics of Canada
- Sample Foot Orthotics Fabrication Process